# Ayria
Ayria ist ein kanadisches Futurepop/Synthpop-Projekt.

## Geschichte
Ayria wurde Anfang des Jahres 2003 von Jennifer Parkin nach ihrer Trennung von der Futurepop- und EBM-Band Epsilon Minus gegründet. Im Jahr 2008 ging Ayria als Vorgruppe für The Crüxshadows auf eine USA-Tournee.
Die ersten Songs von Ayria seit der Veröffentlichung von Flicker waren The Gun Song, erschienen auf der Zusammenstellung Alfa Matrix - Re:connected [2.0], veröffentlicht im August 2006 und Six Seconds On All Sides, veröffentlicht auf der Zusammenstellung Asleep By Dawn von Dancing Ferret im Herbst 2006. Das dritte Album von Ayria, Hearts For Bullets, wurde am 12. September 2008 veröffentlicht, und enthielt die beiden Stücke. Das vierte Album des Projekts Plastic Makes Perfect, wurde am 24. Mai 2013, während der Nordamerika-Tournee mit Project Pitchfork veröffentlicht. Am 22. April 2016, veröffentlichte Ayria ein fünftes Album mit dem Titel Paper Dolls. Dieses erschien sowohl als Einzel-CD, als Doppel-Deluxe-CD als auch als streng limitierte, pinke Vinylpressung. Die zweite CD in einer Doppel-Deluxe-Version enthielt die Fortsetzung zu der Bonus-Disc Planet Parkin, die mit Hearts For Bullets veröffentlicht wurde. Die Fortsetzung trägt den Titel The Heartless Kingdom. Am 2. Dezember 2022 veröffentlichte Ayria ihr Album This Is My Battle Cry, über das Label Artoffact.

## Diskografie (Auswahl)
Alben
- 2003: Debris (Alfa Matrix)
- 2005: Flicker (Alfa Matrix)
- 2005: Hearts for Bullets (Alfa Matrix)
- 2013: Plastic Makes Perfect (Alfa Matrix)
- 2016: Paper Dolls (Alfa Matrix)
- 2022: This Is My Battle Cry (Artoffact Records)

EPs
- 2005: My Revenge on the World (Alfa Matrix)
- 2008: The Gun Song  (Alfa Matrix)
- 2013: Plastic and Broken EP  (Alfa Matrix)

Kompilationen und Beteiligungen
- 2003: Cyberl@b 4.0 (Alfa Matrix)
- 2004: square matrix 004 (Alfa Matrix)
- 2004: Re:connected [1.0] (Alfa Matrix)
- 2005: United Vol.I (NoiTekk)
- 2005: Endzeit Bunkertracks: Act I (Alfa Matrix)
- 2005: Cyberl@b 5.0 (Alfa Matrix)
- 2006: Re:connected [2.0] (Alfa Matrix)
- 2007: Fxxk the Mainstream [vol.1] (Alfa Matrix)
- 2007: Endzeit Bunkertracks: Act III (Alfa Matrix)
- 2009: Depeche Mode Tribute Alfa-Matrix Re:Covered (Alfa Matrix)

Gastauftritte
- 2003: Letting Go auf Balance von Glis (Alfa Matrix)
- 2006: Fuck Things Up auf Audio Blender von Implant (Alfa Matrix)
- 2010: Into the Game auf Eclectric von Psy’Aviah (Alfa Matrix)
- 2010: Give It to You von Corporate Soldiers